# Списак стрелаца фудбалске репрезентације Србије
Списак стрелаца фудбалске репрезентације Србије састоји се од фудбалера који су постигли најмање пет голова у дресу репрезентације Србије као и репрезентације Србије и Црне Горе.
Напомена: У овај списак урачунати су и голови који су дали репрезентативци који су наступали у дресовима Југославије (Краљевство/Краљевина СХС, Краљевина Југославија, ДФЈ, ФНРЈ, СФРЈ, СРЈ).

## Списак
Важи за 13. октобар 2024.
| Играч                   | Каријера у репрезентацији | Бр. голова | Репрезентација/е                      |
| Александар Митровић     | 2013—                     | 62         | Србија                                |
| Стјепан Бобек           | 1946—1956.                | 38         | ФНРЈ                                  |
| Милан Галић             | 1959—1965.                | 37         | ФНРЈ · СФРЈ                           |
| Благоје Марјановић      | 1926—1938.                | 37         | Краљевина СХС · Краљевина Југославија |
| Саво Милошевић          | 1994—2008.                | 37         | СРЈ · СЦГ · Србија                    |
| Рајко Митић             | 1946—1957.                | 32         | ФНРЈ                                  |
| Душан Бајевић           | 1970—1977.                | 29         | СФРЈ                                  |
| Тодор Веселиновић       | 1953—1961.                | 28         | ФНРЈ                                  |
| Боривоје Костић         | 1956—1964.                | 26         | ФНРЈ · СФРЈ                           |
| Предраг Мијатовић       | 1989—2003.                | 26         | СФРЈ · СРЈ · СЦГ                      |
| Златко Вујовић          | 1979—1990.                | 25         | СФРЈ                                  |
| Драган Џајић            | 1964—1979.                | 23         | СФРЈ                                  |
| Душан Тадић             | 2008—2024.                | 23         | Србија                                |
| Бернард Вукас           | 1948—1957.                | 22         | ФНРЈ                                  |
| Сафет Сушић             | 1977—1990.                | 21         | СФРЈ                                  |
| Славен Замбата          | 1962—1968.                | 21         | ФНРЈ · СФРЈ                           |
| Никола Жигић            | 2004—2011.                | 20         | СЦГ · Србија                          |
| Дејан Савићевић         | 1986—1999.                | 19         | СФРЈ · СРЈ                            |
| Ђорђе Вујадиновић       | 1929—1940.                | 18         | Краљевина Југославија                 |
| Матеја Кежман           | 2000—2006.                | 17         | СРЈ · СЦГ                             |
| Мухамед Мујић           | 1956—1962.                | 17         | ФНРЈ                                  |
| Дарко Панчев            | 1984—1991.                | 17         | СФРЈ                                  |
| Бранко Зебец            | 1951—1961.                | 17         | ФНРЈ                                  |
| Милош Милутиновић       | 1953—1958.                | 16         | ФНРЈ                                  |
| Дејан Станковић         | 1998—2013.                | 15         | СРЈ · СЦГ · Србија                    |
| Драган Стојковић        | 1983—2001.                | 15         | СФРЈ · СРЈ                            |
| Александар Живковић     | 1931—1935.                | 15         | Краљевина Југославија                 |
| Душан Влаховић          | 2020—                     | 13         | Србија                                |
| Бранислав Ивановић      | 2005—2018.                | 13         | СЦГ · Србија                          |
| Жељко Чајковски         | 1947—1951.                | 12         | ФНРЈ                                  |
| Александар Тирнанић     | 1929—1940.                | 12         | Краљевина Југославија                 |
| Дражен Јерковић         | 1960—1964.                | 11         | ФНРЈ · СФРЈ                           |
| Милан Јовановић         | 2007—2011.                | 11         | Србија                                |
| Александар Коларов      | 2008—2020.                | 11         | Србија                                |
| Данко Лазовић           | 2002—2014.                | 11         | СРЈ · СЦГ · Србија                    |
| Здравко Рајков          | 1951—1958.                | 11         | ФНРЈ                                  |
| Јосип Скоблар           | 1961—1967.                | 11         | ФНРЈ СФРЈ                             |
| Зоран Тошић             | 2007—2016.                | 11         | Србија                                |
| Лука Јовић              | 2018—                     | 11         | Србија                                |
| Јосип Букал             | 1966-1974                 | 10         | СФРЈ                                  |
| Иван Хитрец             | 1929—1939.                | 10         | Краљевина Југославија                 |
| Славиша Јокановић       | 1991—2002.                | 10         | СРЈ                                   |
| Јосип Каталински        | 1972—1977.                | 10         | СФРЈ                                  |
| Дарко Ковачевић         | 1994—2004.                | 10         | СРЈ                                   |
| Синиша Михајловић       | 1991—2003.                | 10         | СФРЈ · СРЈ · СЦГ                      |
| Марко Пантелић          | 2003—2011.                | 10         | СЦГ · Србија                          |
| Ивица Шурјак            | 1973—1982.                | 10         | СФРЈ                                  |
| Светислав Глишовић      | 1932—1940.                | 9          | Краљевина Југославија                 |
| Адем Љајић              | 2010—2020.                | 9          | Србија                                |
| Вахидин Мусемић         | 1968—1970.                | 9          | СФРЈ                                  |
| Вахид Халилхоџић        | 1976—1985.                | 8          | СФРЈ                                  |
| Томислав Кнез           | 1960—1961.                | 8          | ФНРЈ                                  |
| Ивица Осим              | 1964—1969.                | 8          | СФРЈ                                  |
| Александар Петаковић    | 1954—1959.                | 8          | ФНРЈ · СФРЈ                           |
| Бранислав Секулић       | 1925—1936.                | 8          | Краљевина СХС · Краљевина Југославија |
| Александар Томашевић    | 1931—1938.                | 8          | Краљевина Југославија                 |
| Сергеј Милинковић Савић | 2017—                     | 9          | Србија                                |
| Златко Чајковски        | 1946—1955.                | 7          | ФНРЈ                                  |
| Тихомир Огњанов         | 1950—1956.                | 7          | ФНРЈ                                  |
| Рудолф Белин            | 1963—1969.                | 6          | СФРЈ                                  |
| Фарук Хаџибегић         | 1982—1992.                | 6          | СФРЈ                                  |
| Јурица Јерковић         | 1970—1981.                | 6          | СФРЈ                                  |
| Здравко Кузмановић      | 2007—2014.                | 6          | Србија                                |
| Фране Матошић           | 1938—1953.                | 6          | Краљевина Југославија · ДФЈ · ФНРЈ    |
| Првослав Михајловић     | 1946—1950.                | 6          | ФНРЈ                                  |
| Бранко Облак            | 1970—1977.                | 6          | СФРЈ                                  |
| Илија Петковић          | 1968—1974.                | 6          | СФРЈ                                  |
| Драгослав Шекуларац     | 1956—1966.                | 6          | ФНРЈ · СФРЈ                           |
| Фадиљ Вокри             | 1984—1987.                | 6          | СФРЈ                                  |
| Звонимир Вукић          | 2003—2006.                | 6          | СРЈ · СЦГ                             |
| Фрањо Велф              | 1938—1951.                | 6          | Краљевина Југославија · ДФЈ · ФНРЈ    |
| Филип Ђуричић           | 2012—2024.                | 5          | Србија                                |
| Војин Божовић           | 1936—1941.                | 5          | Краљевина Југославија                 |
| Бошко Јанковић          | 2006—2011.                | 5          | Србија                                |
| Ненад Јестровић         | 2003—2005.                | 5          | СЦГ                                   |
| Јован Језеркић          | 1947.                     | 5          | ФНРЈ                                  |
| Сречко Катанец          | 1983—1990.                | 5          | СФРЈ                                  |
| Жељко Матуш             | 1960—1962.                | 5          | ФНРЈ                                  |
| Александар Петровић     | 1938—1940.                | 5          | Краљевина Југославија                 |
| Владимир Петровић       | 1973—1982.                | 5          | СФРЈ                                  |
| Данило Попивода         | 1972—1977.                | 5          | СФРЈ                                  |
| Коста Томашевић         | 1946—1951.                | 5          | ФНРЈ                                  |